# اوزدین
اوزدین (به صربی: Uzdin) یک منطقهٔ مسکونی در صربستان است که در Kovačica Municipality واقع شده‌است. اوزدین ۲٬۴۶۷ نفر جمعیت دارد و ۷۰ متر بالاتر از سطح دریا واقع شده‌است.